# やまいだれ
『やまいだれ（疒）』は小坂俊史の4コマ漫画作品。竹書房の雑誌「まんがくらぶオリジナル」（月刊）で2005年10月から2010年1月号まで連載された。

## 作品について
さまざまな「架空の病気」にまつわるオムニバス。最近の4コマ誌ではほとんど見られなくなった、固定キャラクターや設定を持たない作品である。ただし、何人かの定番キャラクターは登場する。また、普通の医者がたくさん登場する。共通フォーマットとして、最後の4コマが最初の4コマの後日談となっている。

## 登場キャラクター
寺本光
人呼んで「病気と話せる奇跡の医師・ヒカル」。ガン細胞など、病気の細胞と話せる。実際の治療にはあまり役に立たないようだ。
黒見マコ
松戸製薬第13研究室チーフ。毎回変な薬を開発している。
杉浦直哉
人呼んで「正直先生」。髪が逆立った眼鏡の医者。珍しい病名をズバリ告知し、患者を困惑させる。
心療科コンビ
船村修吾（伯父）と阿部一徳（甥）。珍しいメンタルな疾患に関わって、漫才のような会話を繰り広げる。
鳥越まゆ子
人呼んで「流しのナース」。ケガ人・病人のいるところにどこからともなく現れる。
パトカーのサイレンを聞くと逃げる。細かいことを気にしないO型。
小坂の他の作品にもみられる「登場位置固定キャラクター」に当たる。
山崎亮子
人呼んで「表紙のナース」または「扉絵のナース」。コミックス表紙を飾り、また毎回の扉絵に描かれる人物。本編には登場しないが、別作品である『モノローグジェネレーション』に1回だけ登場したことがある。
中年の男性患者（本名不詳）
一巻に登場。同じ時間に飲めば必ず治ると言う薬をうっかり午前三時に飲んでしまい二週間同じ時間に投薬する羽目になった。

## 書籍情報
単行本 - 竹書房より「バンブーコミックス」として刊行されている。全2巻だが、ページ組みの都合などの理由で再編集されているため、未収録の作品が少なくない。
- 第1巻（2008年6月17日発行） ISBN 978-4-8124-6827-2
- 第2巻（2009年12月31日発行） ISBN 978-4-8124-7208-8